# Batallón de Inteligencia 601
Das Batallón de Inteligencia 601 (601. Aufklärungsbataillon) war eine Einheit des argentinischen Militärgeheimdienstes. Es wurde Ende der 1970er Jahre unter der argentinischen Militärdiktatur gegründet und im Jahr 2000 aufgelöst. Das Bataillon war am sogenannten schmutzigen Krieg gegen Oppositionelle und an der Operation Condor aktiv beteiligt. Seine Aufgaben lagen in der Beschaffung von Informationen, der Unterwanderung von Menschenrechts- und Guerillaorganisationen, Durchführung von staatlichen Morden, Entführungen, Folterungen und anderen Menschenrechtsverletzungen (siehe Desaparecidos und Verschwindenlassen).
Das Bataillon wurde von Guillermo Suárez Mason kommandiert und berichtete direkt an den Chef der Junta Leopoldo Galtieri. Die Einheit nahm 1980 am sogenannten Kokain-Putsch von Luis García Meza Tejada in Bolivien teil und bildete in den 1980er Jahren die Einheiten der rechtsgerichteten Contras in einem Trainingslager in Lepaterique (Honduras) aus. Sie trainierte auch das honduranische Bataillon 316, welches für Todesschwadronen, Morde, Entführungen und ähnliche schwere Menschenrechtsverletzungen verantwortlich war.

## Veröffentlichung von Geheimdokumenten
Am 1. Januar 2010 ordnete die argentinische Präsidentin Cristina Kirchner die Veröffentlichung der das Bataillon betreffenden Dokumente an.